# پل لینچ (نویسنده)
پل لینچ (انگلیسی: Paul Lynch؛ زادهٔ ۹ مهٔ ۱۹۷۷) نویسنده، رمان‌نویس، و منتقد ادبی اهل جمهوری ایرلند است. از او پنج رمان منتشر شده‌است. لینچ در سال ۲۰۲۳ به خاطر رمان آوای پیامبر برنده جایزه بوکر شد.